# Merostachys fistulosa
Merostachys fistulosa är en gräsart som beskrevs av Johann es Christoph Christian Döll. Merostachys fistulosa ingår i släktet Merostachys och familjen gräs. Inga underarter finns listade i Catalogue of Life.